# Пограничное городское поселение
Пограничное городское поселение — муниципальное образование в Пограничном районе Приморского края.
Административный центр — пгт Пограничный.

## История
Статус и границы городского поселения установлены Законом Приморского края от 6 декабря 2004 года № 184-КЗ «О Пограничном муниципальном районе»

## Население
| 2006    | 2010    | 2011    | 2012    | 2013    | 2014    | 2015    |
| ------- | ------- | ------- | ------- | ------- | ------- | ------- |
| 15 900  | ↘14 078 | ↘14 052 | ↘13 894 | ↘13 849 | ↘13 765 | ↘13 641 |
| 2016    | 2017    | 2018    | 2019    |         |         |         |
| ↗13 654 | ↘13 643 | ↘13 533 | ↘13 450 |         |         |         |

## Состав городского поселения
В состав городского поселения входят 8 населённых пунктов:
| № | Населённый пункт    | Тип населённого пункта      | Население |
| - | ------------------- | --------------------------- | --------- |
| 1 | Байкал              | посёлок                     | ↘49       |
| 2 | Барано-Оренбургское | село                        | ↘1943     |
| 3 | Бойкое              | село                        | ↘422      |
| 4 | Гродеково-2         | железнодорожная станция     | ↘84       |
| 5 | Пограничный         | пгт, административный центр | ↘9718     |
| 6 | Садовый             | село                        | ↘53       |
| 7 | Софье-Алексеевское  | село                        | ↘172      |
| 8 | Таловый             | посёлок                     | ↘209      |

## Местное самоуправление
Администрация
Адрес: 692582, пгт Пограничный, ул. Советская, 31. Телефон: 8 (42345) 21-7-00
Глава администрации
- Коровин Павел Михайлович